# Hans Krug von Nidda
Hans Heinrich Ludwig Roland Krug von Nidda (Dresden, 14. veljače 1857. – Gersdorf, 20. kolovoza 1922.) je bio njemački general i vojni zapovjednik. Tijekom Prvog svjetskog rata zapovijedao je 24. pješačkom divizijom, te XXVII. pričuvnim i XII. korpusom na Zapadnom i Istočnom bojištu.

## Obitelj
Hans Krug von Nidda je rođen 14. veljače 1857. u Dresdenu. Najstariji je sin Karla Krug von Nidde, inače general poručnika u saskoj vojsci i pobočnika saskog kralja, i Linne von Falkenstein. Brak je sklopio s Juttom-Mariom von Salza und Lichtenau s kojom je imao četvoro djece i to dva sina, Karla Ludwiga i Hansa-Rolanda, te dvije kćeri, Juttu i Mariu Luisu.

## Vojna karijera
Krug von Nidda je u sasku vojsku stupio kao kadet u ožujku 1877. godine služeći u Kraljevskoj saskoj gardijskoj konjičkoj pukovniji u Dresdenu. Najprije od listopada 1877. pohađa Vojnu školu u Neissi, te nakon toga od listopada 1878. Vojnu konjičku školu u Dresdenu. U Kraljevskoj saskoj gardijskoj konjičkoj pukovniji od ožujka 1883. obnaša dužnost pobočnika, dok je u travnju 1886. promaknut u čin poručnika. Od listopada 1887. pohađa Prusku vojnu akademiju u Berlinu, te se nakon završetka iste, u srpnju 1890., vraća na službu u Kraljevsku sasku gardijsku konjičku pukovniju. U prosincu 1890. unaprijeđen je u čin konjičkog satnika, te premješten na službu u stožer XII. korpusa. Navedenu dužnost obnaša do listopada 1892. kada je raspoređen u Leipzig u stožer 24. pješačke divizije. U rujnu 1893. imenovan je osobnim pobočnikom saskog princa Georga koju dužnost obnaša iduće tri godine, do rujna 1896., kada postaje zapovjednikom eskadrona u ulanskoj pukovniji "Kaiser Franz Josef". Od ožujka 1898. nalazi se na dužnosti stožernog časnika u XII. korpusu u Dresdenu. Mjesec dana od tog imenovanja, u travnju, promaknut je u čin bojnika. U listopadu te iste godine raspoređen je na službu u sasko ministarstvo rata, nakon čega od ožujka 1899. obnaša dužnost saskog vojnog predstavnika pri Glavnom stožeru.
U ožujku 1902. imenovan je pobočnikom saskog kralja Georga koju dužnost je i ranije obnašao dok je ovaj još bio princ. Istodobno s tim imenovanjem, unaprijeđen je u čin potpukovnika. U travnju 1904. postaje zapovjednikom Kraljevske saske gardijske konjičke pukovnije, a te iste godine, u listopadu, je promaknut u čin pukovnika. Od rujna 1907. zapovijeda 32. konjičkom brigadom smještenom u Dresdenu. Tijekom zapovijedanja brigadom u studenom 1908. unaprijeđen je u čin general bojnika, te u travnju 1911. u čin general poručnika. U srpnju te iste godine imenovan je najprije privremenim, a od rujna, i stalnim zapovjednikom 24. pješačke divizije smještene u Leipzigu. Na navedenoj dužnosti dočekuje i početak Prvog svjetskog rata.

## Prvi svjetski rat
Na početku Prvog svjetskog rata 24. pješačka divizija kojom je zapovijedao Krug von Nidda nalazila se u sastavu 3. armije kojom je na Zapadnom bojištu zapovijedao Max von Hausen. S 24. pješačkom divizijom prodire u Belgiju, te sudjeluje u Bitci kod Dinanta. Potom divizija sudjeluje u Prvoj bitci na Marni, te u listopadu u borbama koje su rezultirale zauzimanjem Lillea. U međuvremenu je, krajem kolovoza 1914., promaknut u čin generala konjice. Tijekom 1915. sudjeluje u Drugoj i Trećoj bitci u Artoisu.
U svibnju 1916. Krug von Nidda se razbolio, te je zbog bolesti morao napustiti mjesto zapovjednika 24. pješačke divizije. Podnio je ostavku na mjesto zapovjednika, nakon čega je premješten u pričuvu. Nakon oporavka u lipnju 1917. od Oskara von Ehrenthala preuzima zapovjedništvo nad XXVII. pričuvnim korpusom koji se nalazio na Istočnom bojištu. Predmetnim korpusom zapovijeda svega tri mjeseca, do rujna 1917., kada preuzima najprije privremeno, a od listopada, i trajno zapovjedništvo nad XII. korpusom zamijenivši na tom mjestu Horsta von der Planitza. Navedenim korpusom koji se nalazio na relativno mirnom dijelu bojišta u Champagni zapovijedao je sve do kraja rata. Pred kraj rata, 7. listopada 1918. odlikovan je ordenom Pour le Mérite.

## Poslije rata
Nakon završetka rata Krug von Nidda rukovodi povratkom svog XII. korpusa natrag u Njemačku. U lipnju 1919. je demobiliziran, te u siječnju 1920. umirovljen. Preminuo je 20. kolovoza 1922. u 66. godini života u Gersdorfu.

## Vanjske poveznice
(eng.) Hans Krug von Nidda na stranici Prussianmachine.com

(njem.) Hans Krug von Nidda na stranici Deutschland14-18.de